# Ogilvie, Minnesota
Ogilvie là một thành phố thuộc quận Kanabec, tiểu bang Minnesota, Hoa Kỳ. Năm 2010, dân số của thành phố này là 369 người.

## Dân số
- Dân số năm 2000: 474 người.
- Dân số năm 2010: 369 người.